# Nellie Cameron
Nellie Cameron née Ellen Katherine Kelly en 1910 à Waterloo (en) et morte le 8 novembre 1953, également connue sous le nom de « The Kiss of Death Girl », est une prostituée célèbre de Sydney dans les années 1920 et 1930. Elle est décrite dans la mini-série télévisée australienne de 2011 Underbelly: Razor (en). Cameron est liée aux gangs des rasoirs (en) responsables de la violence causé par le trafic de cocaïne de cette époque. Ses contemporaines Tilly Devine et Kate Leig, deux entrepreneuses criminelles, contrôlent une grande partie de l'industrie du sexe de Sydney et de la distribution sly-grog (en). Nellie Cameron reçoit 73 condamnations pénales au cours de sa vie, principalement pour racolage et vagabondage, et est la première femme en Australie à être reconnue coupable d'association avec des criminels.

## Biographie
Ellen (Nellie) Katherine Kelly est née à Waterloo, dans la banlieue du centre-ville de Sydney, en 1910. Elle est la plus jeune des enfants de Colin Kelly, qui sert dans l'AIF pendant la Première Guerre mondiale, et de Lillian Kelly (née Ruddock). Le couple a également deux fils, Lionel, né en 1907 et mort peu de temps après et William Colin, né en 1908 mais mort tout jeune aussi d'une méningite cérébrale le 5 décembre 1910 à l'hôpital Bulli Cottage, en Nouvelle-Galles du Sud. Colin Kelly abandonne sa famille et la mère de Neillie, Lillian Kelly, demande le divorce.
Elle épouse alors Robert George Cameron en 1922, et Nellie prend le nom de famille de son beau-père pendant la majeure partie de sa vie adulte. Cameron est catholique romaine et est éduquée dans une école exclusive pour filles sur la Côte-Nord (en).
En 1926, Cameron s'enfuit de chez elle. Elle prend un train pour la ville, séduit un chauffeur de tramway marié et commence à vivre avec lui à Woolloomooloo.

## Prostitution
Lorsque Cameron commence sa carrière dans la prostitution en 1926 dans les quartiers de Surry Hills et de Woolloomooloo à Sydney, à l'âge de quinze ans, elle est une jeune fille blonde aux yeux bleus. Elle devint la prostituée la plus populaire et la plus chère de Sydney, est connue comme reine de beauté de Sydney et également comme la « fille au baiser de la mort » ou « l'ange de la mort » car la plupart de ses compagnons finissent assassinés. Au cours de ses années de criminalité, Cameron est kidnappée, battue, poignardée, lacérée au rasoir et abattue à de nombreuses reprises.
Au début de 1927 Cameron rencontre Norman Bruhn (en), un docker né à Melbourne, également tireur, voleur, homme de main et proxénète craint pour ses talents d'étrangleur. Il est forcé de quitter Melbourne par son rival Squizzy Taylor (en) en novembre 1926. Cameron est alors décrite comme « une rousse avec une silhouette charnue et des yeux bleus porcelaine provocants ». À cette époque, Cameron se prostitue dans les rues William et Palmer, et n'a aucun lien avec Tilly Devine ou toute autre prostituée. Bruhn, qui a déjà une femme et des enfants, devient l'amant et le proxénète de Cameron, même si elle travaille également comme professeure de danse à l'Académie du professeur Bolot à Oxford Street à Sydney, faisant régulièrement la navette entre Sydney et le Queensland. Selon Larry Writer, Cameron « a perfectionné la vieille arnaque appelée « gingering » en Australie : pendant les rapports sexuels avec l'un de ses clients, un complice surgit de sous le lit et prend le portefeuille du client dans son pantalon ou sa veste. À ce moment-là, le coït est interrompu par des coups frappés à la porte d'un autre complice impliqué dans l'arnaque. Cameron, feint la panique, et s'exclame que c'est la police ou son mari, tout en exhortant le client à s'habiller et à partir par la porte de derrière. Soucieux d'éviter l'embarras de poursuites judiciaires ou d'un passage à tabac, le client s'enfuit et ne remarque en général que plus tard la disparition de son portefeuille. Cameron trafique aussi de la cocaïne et fait du recel de biens volés. Bruhn, qui tente de dominer le milieu des gangs, est abattu de deux balles dans l'estomac à l'extérieur d'un bar de slygrog de Charlotte Lane, à Darlinghurst, le 22 juin 1927 par un commando envoyé par Devine ou Kate Leigh. Il meurt des suite de ses blessures aux premières heures du 23 juin 1927
Quelques semaines après la mort de Bruhn, Cameron entame une série de relations avec d'autres criminels de Sydney : Ernest Lyle Connelly (1903-1969), abattu à Womerah Avenue, Kings Cross, par son rival Guido Caletti (ou Calletti) en février 1929, Alan Edward (Ted) Pulley, cambrioleur et homme de main né en Nouvelle-Zélande, abattu plus tard par le bookmaker Florrie Riley à Wentworth Street, Glebe, le 6 mars 1937 et Francis Donald (Frank) Green, (1902-1956), rival de Caletti
Le 16 juin 1931, Cameron, Frank Green et William Hourigan rendent visite à James Edward « Big Jim » Devine, dans la maison de Maroubra (en) qu'il partage avec sa femme, Tilly Devine. Après une altercation, Devine tire sur Cameron, Green et Hourigan, tuant accidentellement un chauffeur de taxi. Le 11 juillet 1931, Green, Horigan et Cameron sont accusés de vol à main armée, d'avoir agressé Devine armés d'un revolver, et de lui avoir volé une épingle à cravate en diamant d'une valeur de 50 £. Le 16 septembre, les charges contre Cameron et Hourigan sont abandonnées en raison du manque de preuves.
Le 16 novembre 1931, après avoir rendu visite à son compagnon Frank Green, à l'hôpital St. Vincent, où il se trouve dans un état grave après avoir reçu une balle dans l'estomac, Nellie Cameron est elle-même blessée par balle à l'épaule à Burton Street en rentrant de l'hôpital. Elle refuse pourtant de coopérer avec la police.
Cameron se marie officiellement pour la première fois avec Guido Caletti (1900-1939), chef d'un gang de Sydney connu sous le nom de « Darlinghurst Push ». Le couple a fui la Nouvelle-Galles du Sud pour se rendre à Victoria en raison de mandats d'arrêt non exécutés. Ils se marient au bureau d'état civil local de Fitzroy, Victoria, le 20 février 1934, Nellie utilisant son nom de naissance, Ellen Kelly. En novembre 1934, Caletti est arrêté et emprisonné pendant deux ans et Cameron renoue sa relation passée avec Frank Green.
En juillet 1937, Cameron est accusé d'avoir tiré sur Harry Roper le mois précédent.
Alors que Cameron travaille comme prostituée dans le Queensland, son mari, Guido Caletti, est abattu par deux hommes armés rivaux, Robert Branch et George Allan, lors d'une fête à Brougham Street, à l'est de Sydney, le 6 août 1939.
En 1940, Cameron épouse Charles Francis « Greyhound » Bourke (1909–1964) (également connu sous le nom d'Edward Brown et MacRogers), criminel et tireur notoire de Sydney, utilisant son précédent nom de femme mariée Ellen Catherine Caletti. Le couple se sépare quelques années plus tard, mais elle conserve le nom de famille de Bourke jusqu'à sa mort en 1953.
Vers 1947, Cameron adopté Janice la petite fille d'un voisin, et l’élève.

## Fin de vie
En 1951, Cameron commence à vivre avec William Francis Donohue (né vers 1922), ouvrier des docks au 17 Denham Street, Taylor Square. Le 31 mars 1952, Cameron est agressée dans son appartement par Donohue, qui lui tire une balle dans le ventre. Cameron est admise à l'hôpital St Vincent dans un état critique avec une balle logée dans son foie. Bien que Bourke se soit rendu à la police lors du procès, Nellie ne veut pas témoigner contre lui et l'affaire est classée. Après une opération chirurgicale pour retirer les balles, on découvre que Cameron a plusieurs autres blessures et des balles dans son corps, probablement à la suite de l'attaque de 1931. Certaines sont devenues le siège de tumeurs cancéreuses et sont inopérables.
Après une grave maladie et une dépression, Nellie Cameron se suicide par asphyxie au gaz dans son appartement de Taylor Square le 8 novembre 1953.
Nellie est enterrée sous le nom d'Ellen Katherine Bourke le 10 novembre 1953 au cimetière catholique romain de Botany renommé Eastern Suburbs Memorial Park (en). Plus de 700 personnes assistent à ses funérailles, dont Kate Leigh, Tilly Devine et son ex-amant Frank Green. Elle laisse son ex-mari Charlie Bourke, sa mère, Mme Lillian Cameron et sa fille adoptive, Janice.